# Baliopteridion brevitarsus
Baliopteridion brevitarsus är en tvåvingeart som beskrevs av Papp och Silva 1995. Baliopteridion brevitarsus ingår i släktet Baliopteridion och familjen lövflugor.
Artens utbredningsområde är Peru. Inga underarter finns listade i Catalogue of Life.